# Llengua !Xóõ
La llengua ǃXóõ o Taa (també escrit !Khong i !Xoon) és una llengua tuu notable pel seu gran nombre de fonemes, potser el més gran del món. També es destaca per tenir potser la càrrega funcional més important de consonants de clic, amb un recompte que va trobar que el 82% dels elements bàsics del vocabulari començaven amb un clic.
La majoria de parlants viuen a Botswana, però uns quants centenars viuen a Namíbia. S'autoanomenen Xoon (pl. ǃXooŋake) o ʼNǀohan (pl. Nǀumde), segons el dialecte que parlin. Les llengües tuu són una de les tres famílies lingüístiques tradicionals que formen les llengües khoisan.

## Classificació
Fins al redescobriment d'alguns parlants ancians de Nǁng als anys noranta, es pensava que Taa era l'últim membre supervivent de la família lingüística Tuu.

## Dialectes
Hi ha prou variacions dialectals a Taa que es podria descriure més aviat com un continu dialectal que com una sola llengua. Els dialectes taa es divideixen en dos grups, cosa que suggereix una difusió històrica d'oest a est:
- Taa Occidental: ǃXoon Occidental de Traill i Nǀuǁʼen de Dorothea Bleek
- Taa Oriental:
  - ǃAma (occidental)
  - Variants orientals
    - !Xoon Oriental (Branca aïllada)
    - Tsaasi – ǂHuan
      - Tsaasi
      - ǂHuan